# Mary Moser
Mary Moser foi uma pintora inglesa e uma das artistas mais celebradas da Grã-Bretanha do século XVIII. Uma das duas únicas mulheres fundadoras da Academia Real Inglesa junto com Angelica Kauffman, em 1768. Moser pintou retratos, mas é particularmente conhecida por suas representações de flores.
Filha do pintor e gravador suíço George Michael Moser, que também era um membro importante da Academia Real e um professor respeitado, Mary Moser foi introduzida ao mundo artístico desde cedo. Seu pai incentivou seu talento, ensinando-a a desenhar e a pintar, com um foco específico na representação de flores, o que era um tema apropriado para mulheres da época, uma vez que o gênero da natureza-morta era considerado menos prestigioso que o retrato ou a pintura histórica. Apesar disso, Mary demonstrou uma técnica refinada e um olhar artístico que lhe permitiram elevar a pintura de flores ao status de uma arte delicada e detalhada.
Sua habilidade com a botânica foi tão reconhecida que, em 1792, Moser recebeu uma encomenda para decorar um dos quartos da Frogmore House, residência da Rainha Charlotte. Esta foi uma das maiores encomendas de sua carreira e incluiu a criação de grandes painéis florais que ainda podem ser vistos na residência. A obra foi altamente elogiada, consolidando sua posição entre os artistas de sua época e permitindo-lhe uma rara independência financeira e criativa.
Embora Mary Moser tenha se destacado na Academia Real e tenha contribuído para sua formação e consolidação, seu papel como mulher nesse ambiente permaneceu restrito. Mesmo com suas realizações, ela enfrentou limitações quanto ao tipo de trabalho que lhe era designado e às oportunidades de exposição. Enquanto seus colegas homens recebiam mais reconhecimento por suas obras de grande escala e temas ambiciosos, Moser continuou restrita à natureza-morta, uma limitação imposta às mulheres artistas do período. Ainda assim, sua presença na Academia Real foi um feito histórico, e ela aproveitou a plataforma para promover seu trabalho e o de outras mulheres artistas.
Após o sucesso em Frogmore, Moser continuou ativa no meio artístico até se casar e, posteriormente, reduzir suas atividades como pintora. Ela viveu seus últimos anos de forma confortável e foi lembrada com admiração por suas contribuições à arte botânica e à Academia Real. Hoje, Mary Moser é reconhecida não apenas pela qualidade de seu trabalho, mas também como uma figura pioneira para as mulheres nas artes visuais, que abriram caminho para a inclusão feminina no mundo artístico profissional. Sua história inspira o estudo das dinâmicas de gênero na história da arte e destaca o talento das mulheres em um contexto onde as oportunidades eram restritas.